# Egloshayle
Egloshayle (en cornique, Eglosheyl d’eglos signifiant église et heyl signifiant estuaire) est un village et une paroisse civile des Cornouailles septentrionales en Angleterre, au Royaume-Uni. Le village se trouve sur le Camel, au sud-est de  Wadebridge. La paroisse s’étend au sud-est du village, incluant Washaway et Sladesbridge.

## Histoire
Egloshayle était occupé dès l’âge du bronze. Il devint ensuite un port fluvial, rivalisant avec celui de Padstow, à 8 km en aval ; le commerce consistait d’étain, d’argile, de laine et de légumes.  Egloshayle est maintenant une banlieue résidentielle de Wadebridge. 
Wadebridge s’est développée sur les paroisses d’Egloshayle et de  St Breock. Un vicaire d’Egloshayle nommé Thomas Lovibond est responsable de la construction du premier pont sur le Camel : commencé en  1468 et terminé en 1485, ce pont était traditionnellement connu sous le nom de Bridge on Wool (« Pont sur la laine ») parce qu’il était censé avoir été construit sur des sacs de laine ; ce n’est pas le cas, on sait maintenant que ses fondations reposent directement sur le roc sous-jacent.

## Églises

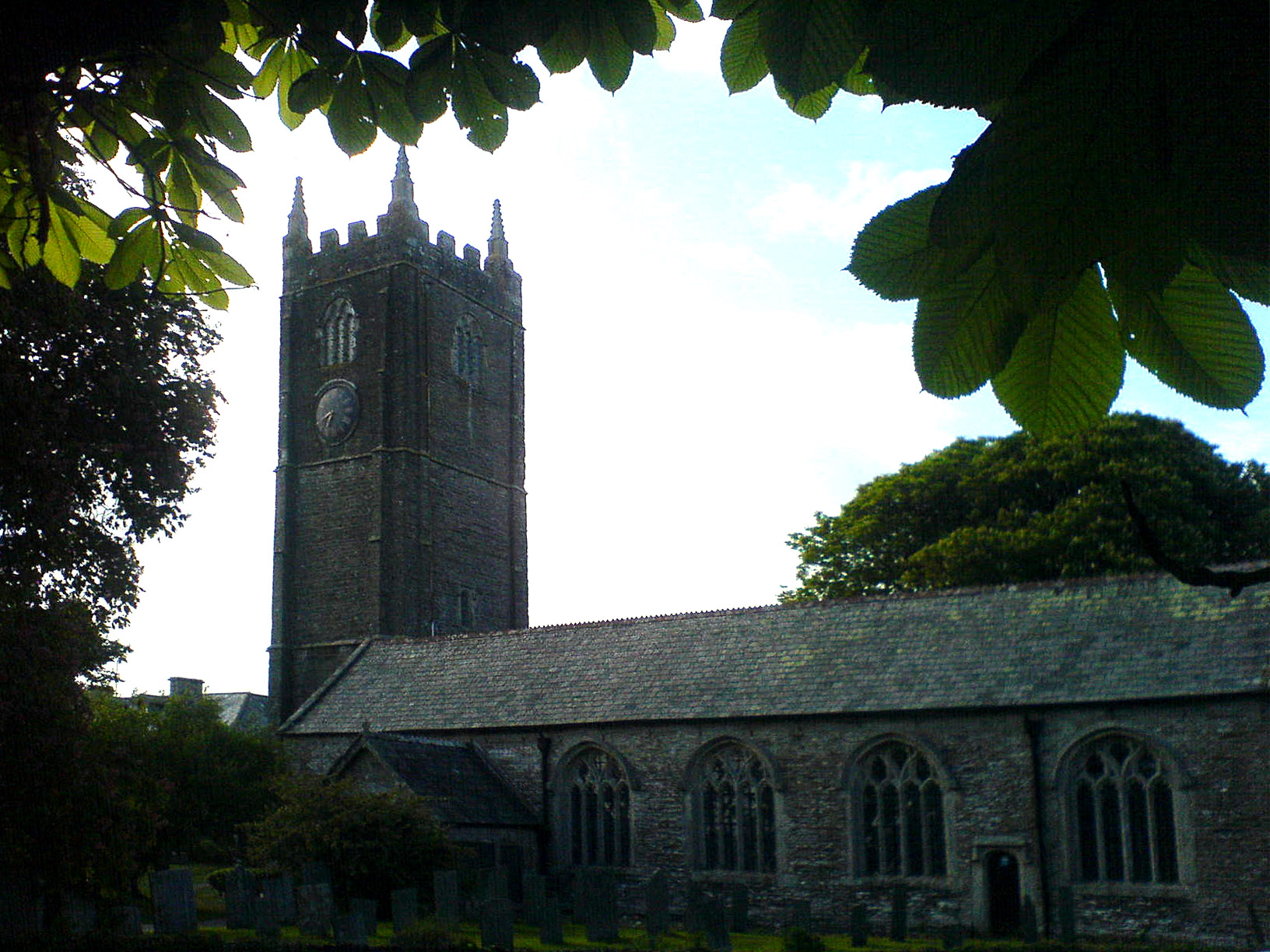
L’église St Petroc d’Egloshayle

L’église paroissiale, nommé d’après Pétroc de Bodmin,  est construite presque entièrement dans le style gothique perpendiculaire. Elle possède des fonts baptismaux de style normand, un pupitre en pierre datant du XVe siècle,  un monument en hommage à Dame Barbara Molesworth (ob. 1735) et un carillon de huit cloches.
La chapelle anglicane St Conan à  Washaway date de 1883, mais héberge des fonts baptismaux qui pourraient dater de la période saxonne.
Les sonneurs de cloche du village ont fait l’objet d’une chanson, The Ringers of Egloshayle. Les sonneurs nommés dans la chanson sont tous enterrés dans le cimetière de l’église où l’on peut lire leurs noms sur les pierres tombales. La chanson a été enregistrée entre autres par la célèbre chanteuse de musique folk Brenda Wootton.

## Bâtiments notables
Deux propriétés anciennes se trouvent à Egloshayle, Pencarrow, qui date du XVIIIe siècle et  Croan House  qui date du XVIIe siècle. 
Le château Killibury est un fort de l’âge du fer situé en bordure de la paroisse ; il a été associé à la légende du roi Arthur.

## Personnes célèbres
- Le botaniste William Lobb a passé sa jeunesse à Egloshayle.

- Arthur Hamilton Norway (1859–1938), directeur du service postal en Irlande avant la première guerre mondiale et père du romancier  Nevil Shute est né dans le village[10].